# 이란 아세만 항공
이란 아세만 항공(페르시아어: هواپیمایی ایران آسمان)은 이란의 항공사로 테헤란 이맘 호메이니 국제공항, 테헤란 메흐라바드 국제공항이 허브 공항으로 1958년에 설립되었다. 주로 이란 국내 및 지역 내 항공편을 운영하며, 페르시아만 외에도 전세편 및 에어 택시 서비스를 제공한다.

## 보유 기종
- 2019년 8월 기준으로 이란 아세만 항공은 다음과 같은 기종을 보유하고 있다.[2][3]

## 같이 보기
- 이란의 항공사 목록

## 사진

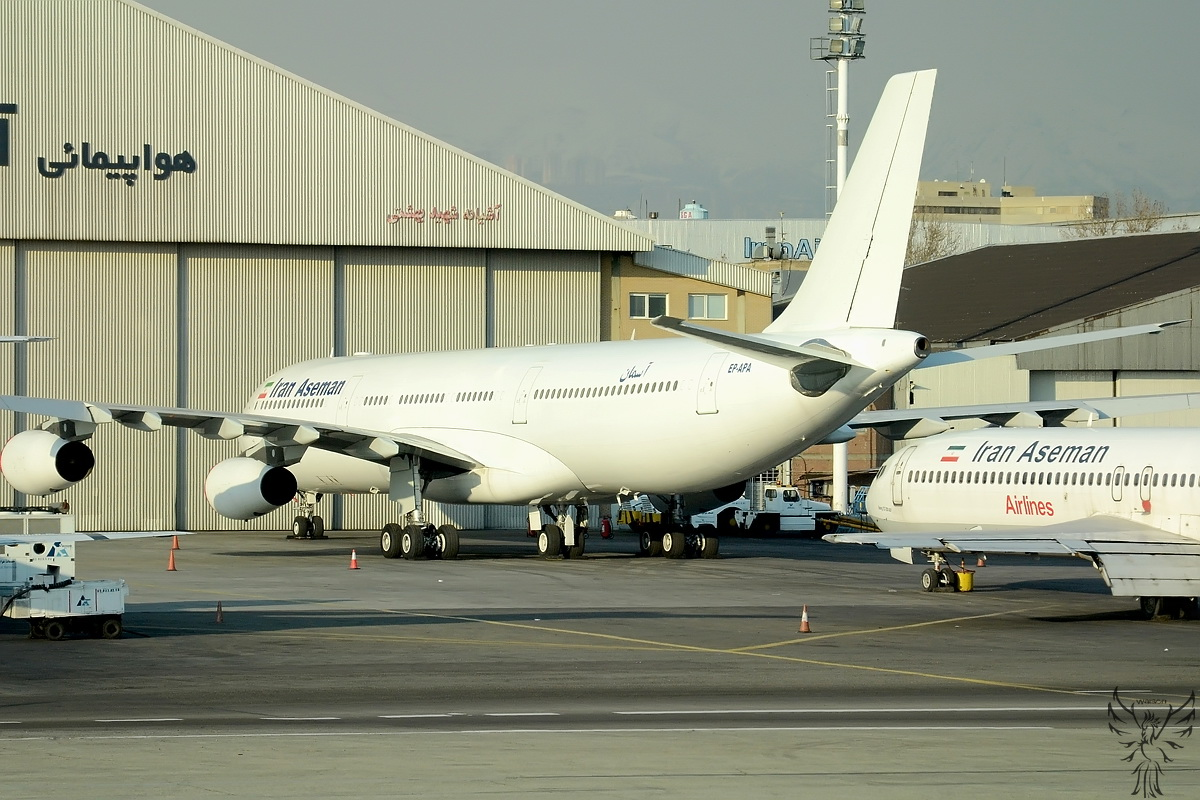
이란 아세만 항공의 에어버스 A340-300
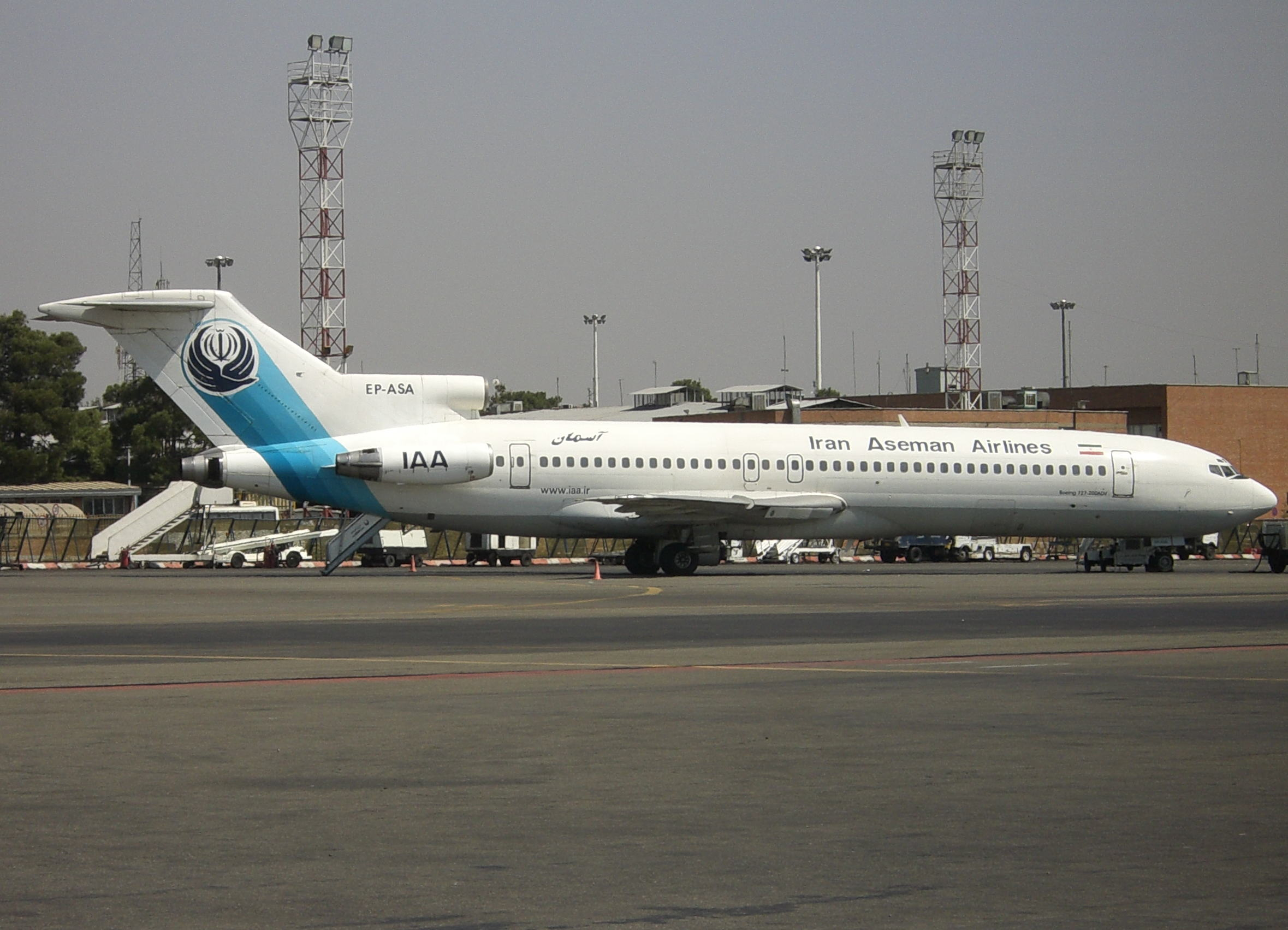
이란 아세만 항공의 보잉 727-200
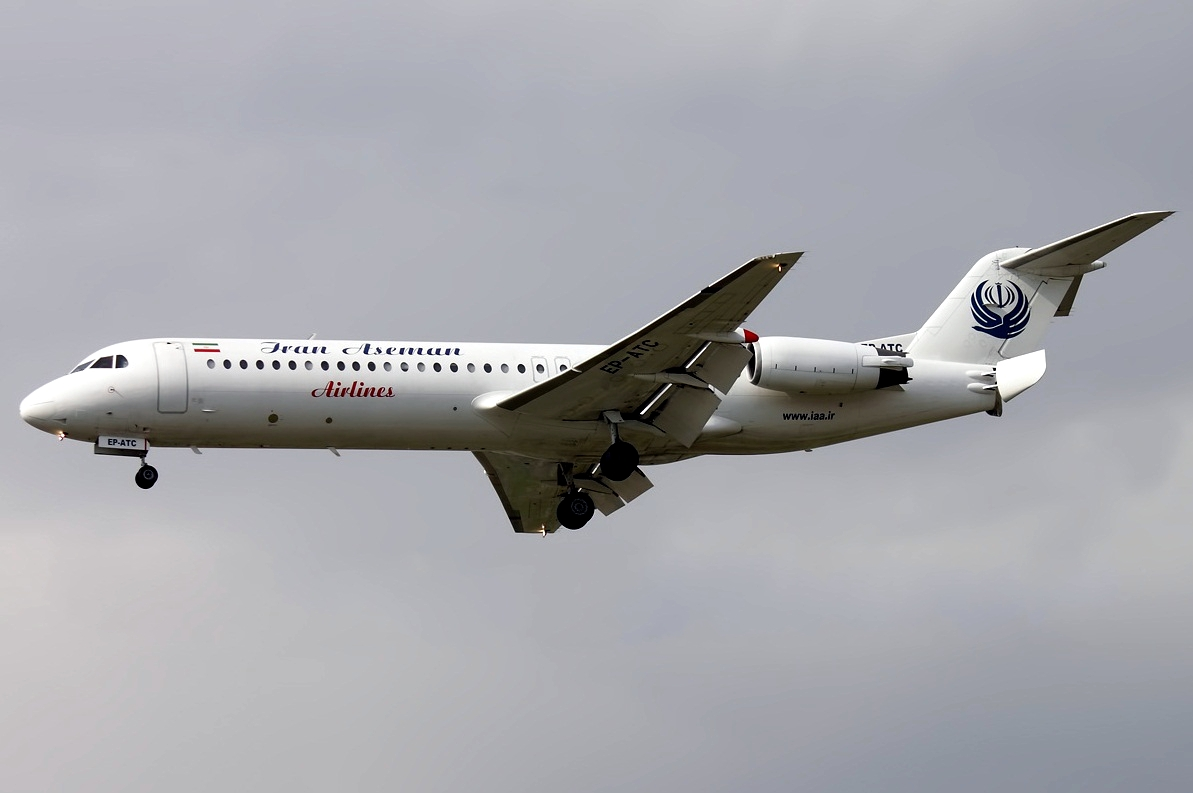
이란 아세만 항공의 포커 100